# María del Jesús Rosales Hoz
María del Jesús Rosales Hoz (Veracruz, México) es una científica mexicana, especializada en el área de química inorgánica. Fue Presidenta de la Sociedad Química de México y Jefa del Departamento de Química del Centro de Investigación y de Estudios Avanzados (CINVESTAV) del Instituto Politécnico Nacional (IPN). Fue responsable de traducir el libro Química imaginaria del  Roald Hoffmann, ganador del Premio Nobel de Química.
Es investigadora del Centro de Investigación y de Estudios Avanzados del IPN  en el área de química y miembro de asociaciones nacionales e internacionales como la Sociedad Química de México.  Su trabajo de investigación está centrado en el estudio de aspectos de síntesis y reactividad de cúmulos metálicos carbonílicos.

## Trayectoria académica
Estudió la licenciatura en Química en la Facultad de Química de la Universidad Nacional Autónoma de México en donde obtuvo también el grado de Maestría en Química Inorgánica. Como licenciada en química trabajó como Maestra de Física y Química a nivel bachillerato, esto le abrió los ojos a los retos que presenta la docencia. También, trabajó como ayudante de profesor en la Facultad de Química. Ambas experiencias laborales le permitieron descubrir su gusto por la docencia.
Después viajó a Inglaterra para cursar sus estudios de doctorado en la Universidad de Cambridge bajo la dirección del Prof. Jack Lewis y del Dr. Brian F. G. Johnson. Su tema de investigación se centró en la química de Cúmulos Metálicos carbonílicos. También inició estudios en la Técnica de Difracción de Rayos X de monocristal.
Después de obtener el Doctorado en 1983, regresó a México y se incorporó a la planta de investigadores del Instituto de Química de la UNAM. Más tarde, y después de la realización de una estancia sabática en el Cinvestav decidió quedarse a trabajar y se convirtió en Profesora del Departamento de Química en donde labora actualmente. En el centro de investigación ha tenido posiciones administrativas como Coordinadora Académica del Programa de Doctorado en Ciencias Químicas (8 años) y como Jefa del Departamento de Química (4 años).
Rosales ha impartido conferencias por diversos organismos nacionales e internacionales como: la Academia Mexicana de Ciencia en su Programa domingos en la Ciencia, el Conacyt en la Semana de la Ciencia, la Sociedad Química de México, en la celebración del Año Internacional de la Tabla Periódica, la Benemérita Universidad Autónoma de Puebla y diferentes escuelas Secundarias y Colegios de Bachilleres. También ha escrito varios artículos de divulgación y traducido un libro del Prof. Roald Hoffmann, ganador del Premio Nobel de Química y que fue publicado por el Fondo de Cultura Económica.

## Líneas de investigación
Sus áreas de investigación dentro de la química inorgánica incluyen el estudio de aspectos de síntesis y reactividad de cúmulos metálicos carbonílicos. En particular investiga los cúmulos de hierro (Fe), rutenio (Ru) y osmio (Os) que contienen entre 3 y 6 átomos metálicos. Los ligantes que estudia van desde fosfinas, tanto mono- como polidentadas, ligantes que contienen enlaces P=E (E=O, S. Se) y alquenos, alquinos y eninos. También, está interesada en entender los mecanismos mediante los cuales se llevan a cabo los movimientos moleculares de los compuestos de interés.
Además, tiene particular interés en estudiar la reactividad de las moléculas que contienen ya a estos ligantes puesto que se ha observado que diversos ligantes enlazados a átomos metálicos, pueden sufrir reacciones adicionales. Dos reacciones de especial atención son: las reacciones de hidrogenación y de carbonilación, debido a que estas moléculas pueden ser catalizadores potenciales.  Finalmente, Rosales contribuye con la divulgación de la ciencia como el  artículo Platino publicado en Ciencia y Cultura.